# Szemábra
A szemábra az elektronikában olyan oszcilloszkópkép, amelyben egy digitális jel jellemzőit lehet megfigyelni vizuálisan.
Az oszcilloszkóp vízszintes bemenetére az ismétlődő jelet kapcsoljuk, a függőleges bemenetre triggerjelként a jelet. A megjelenő kép két vonal között egy szemhez hasonlít, ezért nevezik szemdiagramnak.
A szem alakú képről számos rendszerre jellemző paraméter olvasható le.
A nyitott szem a minimális jeltorzításnak felel meg.
A jeltorzulás, hullámforma változások, interferencia és zaj esetén a “szem” szűkül, illetve bezáródik .

Szemdiagram

## Példák

Bináris PSK rendszer
Többcsatornás interferencia
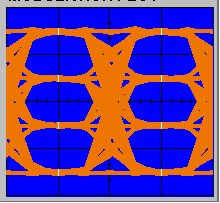
4 szintű ASK jel

## Mérések
A szemdiagram felhasználásával számos mérést lehet elvégezni::
Amplitudómérések:
- Szemamplitudó
- Szemmagasság
- Vertikális szemnyitottság, stb.

Időmérések:
- Jitter
- Késleltetések
- Szemszélesség
- Vízszintes szemszélesség
- Szemnyitottság, stb

## Mérések értelmezése
| Szemdiagram-jellemzők | Amit mér                  |
| --------------------- | ------------------------- |
| Szemnyitottság        | Járulékos zaj a jelen     |
| Szemtúllövés/alálövés | Torzítások                |
| Szemszélesség         | Időzítések & jitter hatás |